# Geimer Balanta
Geimer Romir Balanta Echeverry (Puerto Tejada, Colombia, 24 de junio de 1993) es un futbolista colombiano. Juega como delantero y actualmente milita en el UTC de Cajamarca de la Primera División del Perú.

## Trayectoria
Geimer Balanta realizó sus divisiones menores y debutó profesionalmente en el Atlético.

### América de Cali
A mediados del 2016 fue fichado por América de Cali para afrontar la Primera B 2016. A final de temporada saldría campeón y ascendería a la Primera A 2017 de la mano de Hernán Torres.
A inicios del 2020 fichó por Boyacá Chicó, club con el que descendió en el 2020 y 2022.
El 18 de diciembre es oficializado como nuevo refuerzo del UTC de Cajamarca para afrontar la Liga 1 2025.

## Clubes
| Club                         | País     | Año       | Part | Goles |
| ---------------------------- | -------- | --------- | ---- | ----- |
| Atlético                     | Colombia | 2013-2016 | 93   | 13    |
| América de Cali              | Colombia | 2016-2017 | 18   | 0     |
| Alianza Petrolera (préstamo) | Colombia | 2017      | 3    | 0     |
| América de Cali              | Colombia | 2018      | 7    | 0     |
| Boyacá Chicó                 | Colombia | 2020-2024 | 147  | 21    |
| UTC de Cajamarca             | Perú     | 2025-     | 5    | 0     |

## Palmarés

### Campeonatos nacionales
| Título    | Club            | País     | Año  |
| --------- | --------------- | -------- | ---- |
| Primera B | América de Cali | Colombia | 2016 |